# Stubbs the Zombie in Rebel Without a Pulse
Stubbs the Zombie in Rebel Without a Pulse  (ou simplement Stubbs the Zombie) est un jeu vidéo d'action sorti en 2005 sur Xbox, Microsoft Windows et Mac OS X. Le jeu est également sorti sur Xbox Live en 2008. Des années plus tard, le 16 mars 2021, le jeu sort sur Xbox One, PS4, Nintendo Switch, PS5, Xbox Series X/S
La bande son du jeu, composée par Michael Salvatori, est sorti en album le 18 octobre 2005.

## Synopsis
En 1933, durant la Grande Dépression, Edward « Stubbs » Stubblefield est un marchand de porte à porte, doté d'une malchance innée, qui vendait des assurances-vie, ce qui s'avérait inutile vu la période, est assassiné par un vieux fermier avec un mousquet dans ses terres en Pennsylvanie. Une vingtaine d'années plus tard, en 1959, Stubbs se relève, transformé en zombie affamé de cervelle humaine, alors que son ancienne petite bourgade de Punchbowl est devenue un grand centre urbain sous l'influence de l'industriel Andrew Monday.

## Système de jeu
Le jeu est un beat 'em up où l'on contrôle Stubbs. Nous devons principalement manger le cerveau des gens dans les alentours afin de créer une mini armée de zombie.
Pour simplifier le jeu, votre corps est une source d'armes à lui tout seul. Vous pouvez balancer votre main, afin de manipuler les faits et gestes de vos ennemis. Vous pouvez également déclencher une forte flatulence qui aveugle tous les ennemis. Votre pancréas vous sert de grenade et votre tête de boule de bowling explosive !

## Resortie en HD
Un remaster a été annoncé dans le Nintendo Direct du 17 février 2021, puis sur la chaîne YouTube de Aspyr Media. Le remaster sortira le 16 mars 2021 sur Xbox One, PS4, Nintendo Switch, Xbox Series X/S et PS5. Un nouveau site web promotionnel a vu le jour: StubbsHub